# Laurent Tuel
Pour les articles homonymes, voir Tuel.
Laurent Tuel, né le 27 octobre 1966 à Nantes, est un réalisateur et scénariste français.

## Biographie

### Famille
Fils d'André Tuel et d'Anne François-Tuel, il est élève à l'externat des Enfants nantais en 1978, puis à l'Institution libre de Combrée. Il est déjà atypique puisqu'il arborait un look punk[pas clair].
Son père André était commercial dans le domaine de la vaisselle de luxe. Il était originaire de Bretagne.
Sa mère Anne est la fille d'un cheminot du nord de la France et d'une fille d'immigrés italiens installés près de Toulouse et issus  de la région de San Donà di Piave.

### Carrière
Laurent Tuel signe son premier court-métrage en 1989, Céleste, puis intègre la société de production La Vie Est Belle Films Associés, en compagnie d'autres jeunes cinéastes comme Antoine Desrosières de Graham Guit. Il réalise deux autres courts, Le jour de chance du gros Phil (1992) et Hillbilly Chainsaw Massacre (1995), une farce gore avec Melvil Poupaud et Chiara Mastroianni.
En 1995, Laurent Tuel tourne son premier long métrage, Le Rocher d'Acapulco, avec Antoine Chappey et Margot Abascal. Inspiré d'un fait réel, ce premier film remarqué explore la relation perverse qu'entretiennent les deux personnages principaux, sur fond de manipulation psychologique et physique, à la frontière du réel et du fantastique.
En 2001, Laurent Tuel réalise un film de genre, Un jeu d'enfants avec Karin Viard. Cet exercice de style sous influence polanskienne fait glisser un peu d'inquiétude et d'étrange dans le quotidien. Avec Jean-Philippe  (2006), le réalisateur bouleverse l'univers d'un fan de Johnny Hallyday qui se réveille dans un monde où ce dernier n'est jamais devenu la superstar nationale. En 2009, le cinéaste signe Le Premier Cercle, un thriller avec Jean Reno et Gaspard Ulliel.

## Filmographie
- 1996 : Le Rocher d'Acapulco avec Margot Abascal et Zinedine Soualem
- 2000 : Banqueroute d'Antoine Desrosières
- 2001 : Un jeu d'enfants avec Ludivine Sagnier, Karin Viard et Charles Berling
- 2006 : Jean-Philippe avec Fabrice Luchini et Johnny Hallyday
- 2009 : Le Premier Cercle avec Jean Reno, Vahina Giocante, Gaspard Ulliel et Sami Bouajila
- 2013 : La Grande Boucle, avec Clovis Cornillac et Ary Abittan
- 2015 : Le Combat ordinaire, avec Nicolas Duvauchelle
- 2017 : On l'appelait Ruby (téléfilm), avec Mélanie Doutey
- 2018 : Speakerine (série) avec Marie Gillain et Guillaume de Tonquédec
- 2020 : Pourquoi je vis (téléfilm), avec Arnaud Ducret, Odile Vuillemin, Mickaël Lumière et Lou Gala
- 2021 : HPI (série), avec Audrey Fleurot et Mehdi Nebbou, saison 1, épisodes 5 à 8
- 2022 : Neige (téléfilm), avec Frédéric Diefenthal et Murielle Huet des Aunay
- 2026 : Filip (téléfilm)